# Nouilles Tchajang
Nouilles Tchajang (짜장면, Tchajangmyun) est un sonyung manhwa de Choi Kyu-sok et Byun Ki-hyun adapté d'un roman coréen de Ahn Do-hyun publié en Corée du Sud aux éditions Happy Comic Works en 2003 et en français chez Kana en 2005.
Chacun des 17 chapitres commence par un extrait du roman de Ahn Do-hyun.

## Histoire
« À dix-sept ans, je voulais devenir quelqu'un de responsable. Mais responsable de quoi ? J'ai cherché. Je n'ai jamais trouvé. »
Un jeune lycéen quitte l'école et son foyer et se fait embaucher dans le restaurant « La grande muraille » en tant que commis de cuisine et livreur. Il travaille avec le cuisinier du restaurant, ancien militaire, qui lui apprend le métier. Ils découvrent les commerçants du quartier, le coiffeur très bavard, la coiffeuse Sun-hwa qui a perdu sa clientèle à cause de l'ouverture d'un salon de beauté et le vieux couple qui tient la supérette. 
Pendant cette période il repense à son enfance, à son père et à sa mère et aux relations qu'il entretiennent tous les trois. Si son père, instituteur, se montre attentionné envers lui, il n'a en revanche aucun respect pour sa femme.
Il fait également la connaissance d'une bande de motards dont il va finalement faire partie et d'une jeune fille avec qui il connaitra ses premiers émois amoureux.

## Illustration
L'ensemble des illustrations a été réalisé conjointement par Choi Kyu-sok et Byun Ki-hyun. La technique utilisée est celle de l'aquarelle. La couleur est utilisée pour représenter l'histoire passée racontée par le narrateur et le noir et blanc pour représenter le présent du héros alors adulte.

## Publication
- (ko-Hani) Choi Kyu-sok et Byun Ki-hyun (trad. Lim Yeong-hee et Françoise Nagel, préf. Ahn Do-hyun), Nouilles Tchajang, Kana, coll. « Made in », 2005, 204 p., 7x24, couleur et noir et blanc (ISBN 287129867X et 9782871298670, présentation en ligne)